# Сагайдакул-де-Сус
Сагайдакул-де-Сус (рум. Sagaidacul de Sus) — село у Кріуленському районі Молдови. Входить до складу комуни, адміністративним центром якої є село Белцата.

## Населення
За даними перепису населення 2004 року у селі проживала 31 особа.
Національний склад населення села:
| Національність       | Кількість осіб | Відсоток |
| -------------------- | -------------- | -------- |
| українці             | 18             | 58,1%    |
| молдавани            | 10             | 32,3%    |
| росіяни              | 2              | 6,5%     |
| інша / без відповіді | 1              | 3,2%     |
| Всього               | 31             | 100%     |